# Trzebiatkowo
Trzebiatkowo – zlikwidowany przystanek kolejowy w Trzebiatowie w województwie zachodniopomorskim, w Polsce.